# Teoría de las dimensiones culturales de Hofstede

El Modelo de las 6 dimensiones de Hofstede sirve para identificar los comportamientos culturales de cada grupo o categoría y ayuda a mejorar nuestra comprensión de otras culturas examinando como los valores culturales afectan a este comportamiento. Para desarrollar esta teoría, Geert Hofstede se basó en múltiples estudios de los años 80 e involucró  a más de 50 países. Esta teoría presenta seis dimensiones culturales: Distancia jerárquica (Power Distance Index - PDI), Individualismo (Individualism - IDV), Masculinidad (Masculinity - MAS), Control de la incertidumbre (Uncertainty Avoidance Index - UAI),  Orientación a largo plazo (Long Term Orientation - LTO) e Complacencia vs Contención (Indulgence vs Restraint - IVR).

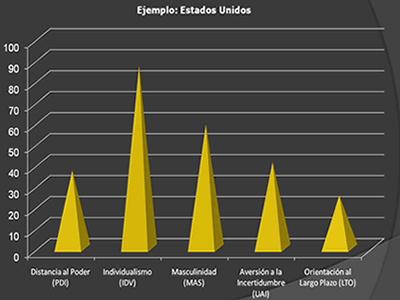

## Las seis dimensiones culturales

### Distancia jerárquica (PDI)
Se refiere al grado de aceptación de los miembros menos poderosos de una cultura, de las diferencias de poder o igualdad, en las sociedades puede haber poca, o gran distancia al poder. 
En las sociedades en las que el PDI es más alto, como son Asia, Europa Oriental, Latinoamérica y África, se cuestiona menos a aquellos que están en los niveles más altos. En culturas con pequeña distancia jerárquica, se tiene un poder más equitativo entre las personas y tienden a avanzar más en campos como la educación, la economía, etc.., las culturas escandinavas o anglosajonas son un ejemplo de este modelo. En estas entran cualquier tipo de cultura.

### Individualismo (IDV)
Define el nivel en que los seres humanos se integran en la sociedad y el sentimiento de pertenencia al grupo. En una sociedad con alto IDV, los individuos tienden a preocuparse de sí mismos y de su familia más cercana, algunas culturas consideradas individualistas son: Los Estados Unidos, Australia, e Inglaterra. Sin embargo, en una sociedad muy colectivista, los lazos grupales son más amplios y la unidad familiar es mucho más extensa (incluye a tíos, primos o abuelos), las culturas de, por ejemplo, Guatemala, Pakistán e Indonesia son consideradas colectivistas.

### Masculinidad (MAS)
Este indicador define la tendencia de una cultura hacia patrones de conducta con mayor masculinidad o feminidad. El estudio de Hofstede revelaba que los valores femeninos eran más parecidos entre diferentes culturas que los valores masculinos. Las sociedades masculinas (Reino Unido, Japón, Alemania, Italia, Irlanda), eran más asertivas y competitivas y se centraban más en los resultados que en las femeninas, generalmente más modestas y empáticas, donde las personas están más centradas en construir buenas relaciones y buscar alta calidad de vida para todos, en estas no es tan importante ser el mejor, mientras todo el mundo esté feliz, (Suecia, Noruega, Finlandia, Dinamarca y Holanda). En las sociedades masculinas hay una mayor brecha en cuanto a los valores masculinos y femeninos, y las mujeres tienden a ser más competitivas y asertivas.

### Aversión a la incertidumbre (UAI)
El UAI trata de la aceptación de la sociedad de la incertidumbre y la ambigüedad frente a una verdad absoluta, es decir, explica cómo las personas se sienten al manejar situaciones desconocidas. Según Hofstede, un país con alto UAI, como por ejemplo son Japón, Grecia y Rusia, tratará de evitar riesgos, situaciones desestructuradas, o que se salgan de lo habitual. Dichos países son más emocionales, suelen reforzar la seguridad con leyes estrictas, y a un nivel filosófico y religioso, creen en una verdad absoluta. En cambio, los países con bajo UAI, como Jamaica y Singapur, suelen ser más reflexivos, tolerantes y relativistas, la incertidumbre es aceptada como parte de la vida y las personas son generalmente más relajadas y flexibles ante situaciones desconocidas.

### Orientación a largo plazo (LTO)
La orientación al largo plazo apunta a sociedades con propensión al ahorro y a la perseverancia, los miembros en la sociedad tienen distintos rangos, y los mayores deben ser respetados, los países del Este de Asia tales como China, Corea y Japón tienden a tener culturas nacionales orientadas a largo plazo.
En el caso del corto plazo, Hofstede habla de sociedades más tradicionalistas, preocupadas por las obligaciones sociales, y caracterizadas por una mayor diplomacia o tacto en el trato (evitando la brusquedad en el lenguaje, por ejemplo, y hablando con más rodeos), estas sociedades respetan las tradiciones, pero incentivan a gastar y a obtener ganancias inmediatas. El estatus de los miembros no es tan importante y las relaciones son vistas como algo importante solo si se puede obtener algún provecho de ellas, algunos países (como ser Estados Unidos, Inglaterra y España) son algunos países con culturas que tienen orientación a corto plazo. Hofstede desarrolló este quinto indicador (no presente en muchos de los países analizados), tras conducir diversos estudios con mánager y empleados chinos. Este indicador precisamente está ligado al concepto del dinamismo presente en el confucianismo.

### Complacencia vs Contención (IVR)
Esta dimensión tiende a explicar la visión de la vida que una cultura tiene: optimista y positiva (cultura indulgente) o pesimista y negativa (cultura contenida). En esta dimensión se valora el autoconcepto y la tendencia a disfrutar de la vida o a refrenarse ante los impulsos naturales. En la cultura complaciente las personas viven relajadas y se considera que aunque trabajar duro es importante, también lo es disfrutar de la vida. Por el contrario, en las culturas contenidas esto se ve como una falta de autocontrol y se considera que en la vida todo lo que sea disfrutar no es algo bien considerado.